# Мениль-ан-Уш
Мениль-ан-Уш (фр. Mesnil-en-Ouche) — новая коммуна на севере Франции, регион Нормандия, департамент Эр, округ Берне, кантон Берне. Расположена в 13 км к юго-востоку от Берне.
Население (2018) — 4 623 человека.

## История
Коммуна образована 1 января 2016 года путем слияния шестнадцати коммун: 
- Ажу
- Бомениль
- Боск-Рену-ан-Уш
- Граншен
- Гутьер
- Жизе-ла-Кудр
- Жонкре-де-Ливе
- Ла-Барр-ан-Уш
- Ла-Русьер
- Ландеперёз
- Сен-Пьер-дю-Мениль
- Сент-Маргерит-ан-Уш
- Сент-Обен-де-Э
- Сент-Обен-ле-Гишар
- Тевре
- Эпине

Центром коммуны является Бомениль. От этого же города к новой коммуне перешли почтовый индекс и код INSEE. На картах в качестве координат Мениль-ан-Уша указываются координаты Бомениля.

## Экономика
Структура занятости населения:
- сельское хозяйство — 20,3 %
- промышленность — 10,5 %
- строительство — 10,5 %
- торговля, транспорт и сфера услуг — 29,3 %
- государственные и муниципальные службы — 29,3 %

Уровень безработицы (2017) — 13,4 % (Франция в целом — 13,4 %, департамент Эр — 13,4 %). 

Среднегодовой доход на 1 человека, евро (2018) — 20 290 (Франция в целом — 21 730, департамент Эр — 21 700).

## Администрация
Пост мэра Мениль-ан-Уш с 2020 года занимает Жан-Луи Мадлон (Jean-Louis Madelon). На муниципальных выборах 2020 года возглавляемый им независимый список был единственным.
| Период | Период | Фамилия          | Партия | Примечания                             |
| ------ | ------ | ---------------- | ------ | -------------------------------------- |
| 2016   | 2020   | Жан-Ноэль Монтье |        | фермер, бывший мэр Сент-Маргерит-ан-Уш |
| 2020   |        | Жан-Луи Мадлон   |        |                                        |